# Vem pra mim
Vem Pra Mim es el quinto y último álbum de estudio en portugués del grupo Menudo, lanzado en 1993. Este fue el único disco interpretado por la formación compuesta por Abel Talamántez, Alexis Grullón, Andy Blázquez, Ashley Ruiz y Ricky López.
El álbum cuenta con 12 canciones, incluyendo versiones en portugués de canciones originalmente grabadas en español por otras formaciones de Menudo. 

## Contenido
La canción Eu Só Queria presenta una participación especial de la presentadora brasileña Mylla Christie, conocida por conducir el programa de televisión Clube da Criança, de TV Manchete. Las grabaciones de su participación ocurrieron en octubre de 1993. Además, dos canciones del álbum Sombras y figuras, de 1988, fueron adaptadas al portugués: "Serenata Rock'N Roll" (también presente en el álbum Os Últimos Heróis lanzado en 1990) que fue regrabada con una nueva versión de la letra, y "Gafas Oscuras".

## Divulgación
Para promover el álbum, Menudo hizo apariciones en programas de la TV brasileña, como el Programa Sula Miranda, de Record. La canción "Juras De Amor" fue lanzada como single. En 1994, el grupo también realizó una gira por Brasil, con shows en Río de Janeiro y São Paulo.

## Recepción crítica
En un reportaje sobre el grupo, Simone do Vale, del periódico brasileño Folha de Boa Vista, comentó que las canciones del álbum son "melosas y azucaradas como las del pasado". Sin embargo, destacó que la popularidad de los nuevos integrantes compensaba: “los nuevos integrantes de Menudo son bonitos, simpáticos e inteligentes”.

## Lista de canciones
| N.º | Título                                        | Escritor(es)                                                   | Singer(s)                                  | Duración |  |
| 1.  | «Vem Pra Mim» (Búscame)                       | M. Vendrel, A. Soler, version: Edgard Pacas                    | Alexis Grullon                             | 5:41     |  |
| 2.  | «Juras de Amor» (Lo Que Juramos)              | Fernando Osorio, version: Carlos Colla                         | Ashley Ruiz, Andy Blázquez, Alexis Grullon | 3:01     |  |
| 3.  | «Parecendo Frio» (Me Sigue Pareciendo Frío)   | Fernando Osorio                                                | Ashley Ruiz                                | 3:07     |  |
| 4.  | «Quinze Anos» (Quince Años)                   | Juan Carlos Perez Soto, version: Carlos Colla                  | Alexis Grullon                             | 3:50     |  |
| 5.  | «Beija Minha Alma» (Besas Mi Alma)            | Fernando Osorio, version: Edgard Pacas                         | Abel Talamantez                            | 3:26     |  |
| 6.  | «Nunca Mais» (No Volveras A Ocurrir)          | Jesus Monarrez, version: Carlos Colla                          | Ricky Lopez                                | 3:00     |  |
| 7.  | «Eu Só Queria» (Hoy Solo Quiero)              | Fernando Osorio, Juan Carlos Perez Soto, version: Carlos Colla | Alexis Grullon, Mylla Christie             | 3:04     |  |
| 8.  | «Raio de Lua» (Bajo La Luna)                  | Carlos Lara, Tino Geiser, version: Carlos Colla                | Ricky Lopez                                | 3:17     |  |
| 9.  | «Lentes Escuras» (Gafas Oscuras)              | Pedro Gely, version: Edgard Pacas                              | Andy Blázquez                              | 3:54     |  |
| 10. | «Me Beija Aqui na Praia» (Besame En La Playa) | Fernando Osorio, Juan Carlos Perez Soto, version: Edgard Pacas | Ashley Ruiz                                | 3:42     |  |
| 11. | «Serenata Rock'N Roll» (Serenata Rock'N Roll) | Pedro Gely, version: Carlos Colla                              | Abel Talamantez                            | 3:25     |  |
| 12. | «Deixa Eu Ser» (Dejame Ser)                   | Fernando Osorio, version: Carlos Colla                         | Andy Blázquez                              | 3:46     |  |